# Темирбаев, Мовсар Вахаевич
Мовсар Вахаевич Темирбаев (род. 1962, Чечено-Ингушская АССР, РСФСР, СССР) — чеченский политический деятель. Глава администрации Грозного с 17 декабря 2003 по 7 марта 2007.

## Биография
Выпускник Чечено-Ингушского государственного университета имени Л. Н. Толстого по специальности «технолог-экономист». В 1995—1996 и 1999—2002 годах был руководителем администрации города Аргуна.
В декабре 2003 года указом Ахмата Кадырова был назначен мэром Грозного. Согласно некоторым источникам, с просьбой о таком назначении к Кадырову обратились руководители почти всех городских и районных администраций республики.
В апреле 2005 года Темирбаев выступил с инициативой объявить Грозный и Будённовск городами-побратимами. Мэры обоих городов подписали договор о намерениях.
7 марта 2007 года Темирбаева на должности мэра сменил Муслим Хучиев.